# Гурское
Гу́рское — посёлок в Комсомольском районе Хабаровского края России. Административный центр Гурского сельского поселения.

## География
Посёлок находится в центральной части Хабаровского края, на правом берегу реки Гур, на расстоянии 80 км к юго-востоку от города Комсомольск-на-Амуре, административного центра района.

## История
Образован осенью 1939 года при строительстве железнодорожной линии Комсомольск-на-Амуре — Советская Гавань. В 1943 году согласно приказу НКВД в посёлок был передислоцирован Нижамурлаг. В 1949—2012 годах — посёлок городского типа.

## Население
| 1979 | 1989 | 1992 | 2000 | 2002 | 2009 | 2010 |
| ---- | ---- | ---- | ---- | ---- | ---- | ---- |
| 967  | ↘937 | ↘900 | →900 | ↘847 | ↘809 | ↘777 |
| 2011 | 2012 | 2021 |      |      |      |      |
| →777 | ↘760 | ↘632 |      |      |      |      |

## Улицы
| - пер. Больничный, - ул. Владивостокская, - ул. Вокзальная, - ул. Деповская, - ул. Дорожная, | - ул. Железнодорожная, - ул. Клубная, - пер. Клубный, - ул. Ключевая, - ул. Комсомольская, | - пер. Лесной, - пер. Малиновый, - ул. Монга, - ул. Набережная, - ул. Речная, | - ул. Сахалинская, - ул. Спортивная, - ул. Уссурийская, - ул. Школьная, - ул. Шоссейная. |

## Инфраструктура
В посёлке действуют лососёвый рыбоводный завод, общеобразовательная школа, дом культуры, библиотека, ФАП, а также железнодорожная станция на БАМе.